# Namlook
Namlookとは、アンビエントレーベルであるFAX+49-69/450464を主催するピート・ナムルックによる同レーベル最大のプロジェクトである。

## コンセプト
ゲスト、あるいはスペシャルサンクスはあるが、基本的にナムルックのソロ作品。世界中の様々な場所で行われたライブ音源や、実験作品がNamlookシリーズとしてカテゴライズされる。13作目まではライブ音源で、全て1枚1曲の大作（Namlook IIIとXIIは異なり、III、XIからXIIIは曲がパートに分かれている）。カッコ内は曲名。また13作目以降はサブタイトルが付くようになった。

## 作品
Namlookシリーズでは、FAXレーベルマークの大きな円は青（アンビエント）、小さな円には海に向かって沈む夕日を眺める男が描かれている。

### シリーズ
- Namlook (Astrogator)

93年5月31日、フランクフルトのクラブ、XSでのライブ。演奏は全て即興で行われたという。
- Namlook II (The Dutch Side of the Milky Way)

オランダ・アムステルダムのMelkwegにて93年10月31日、午前1時55分から3時9分まで行われたライブ。
- Namlook III (Aliens in My Suitcase - "Intruder 1-9")

EMS社のシンセサイザーAKS、通称SuitcaseとローランドTR-606のみを用いた実験作品。ライブ音源ではない。
- Namlook IV (Power Supply)

アメリカ・サンフランシスコのKings Street Garageにて94年3月27日、午前1時30分から2時20分まで行われたライブ。
- Namlook V (Reality)

イギリス・ロンドンのWembleyにて94年4月10日、午前1時30分から2時40分まで行われたライブ。
- Namlook VI (The Caves of Cubik)

スイス・チューリッヒのCubikにて94年5月28日、午前1時から2時まで行われたライブ。
- Namlook VII (Subharmonic Interference)

ベルリンのInterference Festivalで94年7月3日、午前9時から10時まで行われたライブ。
- Namlook VIII + IX

ディスク1 (Blow the Fuse)
ベルギー・ブリュッセルのFuseにて94年10月1日、午前0時45分から1時35分まで行われたライブ。
ディスク2 (The Gate to the Milky Way)
アムステルダムのMelkwegにて94年10月8日、午前0時30分から1時30分まで行われたライブ。
- Namlook X (Monolith)

フロリダ・Fort Lauderdaleの、Global Warmingにおいて94年11月3日午前1時から2時まで行われたライブ。
- Namlook XI (Passing Airwhales - "Whales I-XI"

ベルリンの大規模なテクノイベント、Love Paradeにおいて95年7月8日、午前4時30分から5時30分まで行われたライブ。
- Namlook XII

1997年、Lovefield Festivalでのライブ。ただし最初と最後のトラックにはスタジオで録音された曲が収録されている。
- Namlook XIII - License to Chill (Deadly Mission "Part I-IX")

ウルムのイベント、Jazz Kartellで1997年10月に行われたライブ。
- Namlook XIV - Solarized

これ以降はスタジオ作品となり、より実験的な作風を提示するようになる。
- Namlook XV - Free Your Mind

クラウス・シュルツェから買い取ったモーグ・シンセサイザーやコンピューターを導入した作品。
- Namlook XVI - New Organic Life
- Namlook XVII - New Organic Life II
- Namlook XVIII - New Organic Life III

以上の3枚はこれまで以上に実験的で、有機的なノイズが唸るという脱音楽的ともいえる作品である。これらのリリース後、ナムルックおよびFAXレーベルの活動は1年以上休止する。
- Namlook XIX - Music for Urban Meditation

2004年のFAX活動再開と共にリリースされた、静謐なドローン作品。
- Namlook XX - Music for Urban Meditation II

DTSに対応した、前作の続編。

### その他
PK08/107 Namlook "Atom"やSeason's Greetingsも、マークの小さな円からNamlookシリーズに当てはめられる。